# Владислав I Герман
Владислав I Герман (пол. Władysław I Herman; 1043 — 4 июня 1102) — польский князь (1079—1102 годы), представитель династии Пястов.

## Борьба за престол
Владислав I Герман был сыном князя Польши Казимира I Восстановителя и Добронеги (Марии), дочери Владимира I, великого князя Киевского. В 1079 году, возглавив мятеж крупной аристократии против своего старшего брата, короля Польши Болеслава II Смелого, Владиславу Герману удалось свергнуть короля и захватить польский престол.

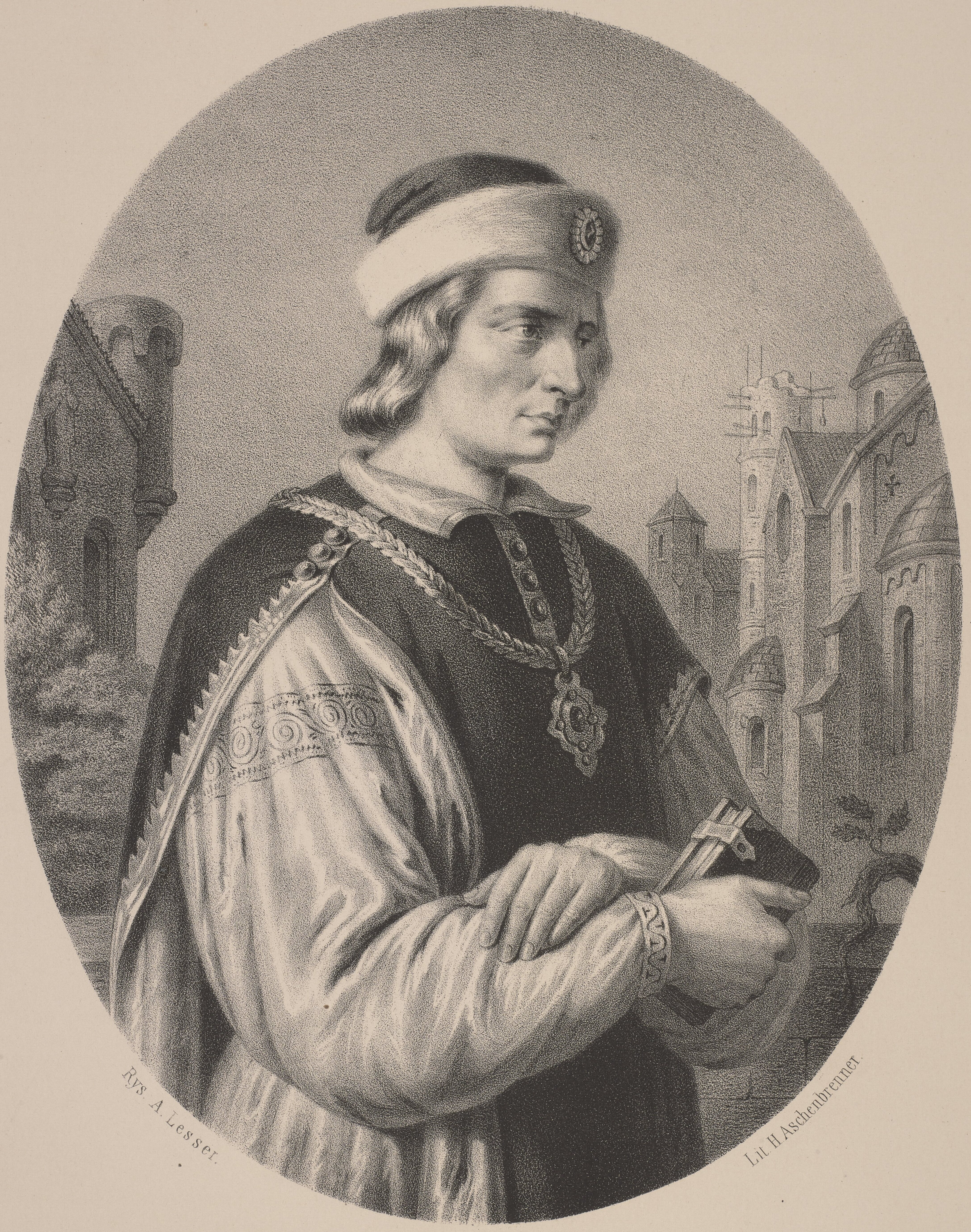
Владислав I Герман

В отличие от своих предшественников Владислав I не был сильным и авторитетным правителем и полностью подчинился диктату крупной аристократии. Стремясь к мирным отношениям со Священной Римской империей, Владислав Герман был готов на отказ от независимости польского государства, с трудом добытой его предшественником: он не принял королевского титула и на протяжении всего своего правления продолжал именоваться князем Польши. В области внешней политики Владиславу I сопутствовали неудачи: полным крахом закончились польские походы в Западное Поморье. Одновременно резко усиливается тенденция к феодальной раздробленности: провинциальная аристократия выходит из повиновения княжеской власти, в войнах используются только ополчения приграничных земель. Сам князь вскоре попал под влияние одного из лидеров польской знати, воеводы Сецеха.
Наиболее сильно сепаратистские тенденции проявилися в Силезии. Во главе местной аристократии встал старший сын Владислава I Збигнев. Опираясь на военную помощь Чехии, Збигнев захватил в 1092 году Вроцлав и создал в Силезии полунезависимое княжество. Воеводе Сецеху, представляющему интересы центральной власти, удалось вскоре примириться с Чехией и в 1096 году разбить Збигнева. Однако Владислав Герман был вынужден пойти на раздел польского государства: по договору 1097 года князь передавал Збигневу часть Великой Польши, а младшему сыну Болеславу Силезию. Сам Владислав I оставался верховным князем, главнокомандующим польской армией, руководителем внешней политики и главой государственной администрации. Но уже в 1098 году война князя со своими детьми возобновилась. Збигневу и Болеславу удалось разбить войска Владислава Германа и в 1099 году принудить отца к новому разделу страны: Збигневу досталась оставшаяся часть Великой Польши, Куявия и Серадзко-ленчицкая земля, а Болеславу Малая Польша с Краковом. В результате под властью князя Владислава осталась лишь Мазовия. Стараниями братьев также был смещен воевода Сецех, лидер централистской партии.

## Семья и дети
От (1070) Кристины Правдзивецкой:
- Збигнев (1070—1112), польский князь (с 1092 г.)

От (1080) Юдиты Чешской, дочери Вратислава II, короля Чехии
- Болеслав III Кривоустый (1086—1138), князь Польши (с 1102 г.)

От (1089) Юдиты Немецкой, дочери Генриха III, императора Священной Римской империи
- Юдит-Мария (1089—1122), замужем (1108) за Ярославом Святополчичем, князем Волынским
- Агнесса (1090—1126), аббатиса Кведлинбургского аббатства
- Аделаида (1091 — 25/26.03.1127), замужем (1118) за Дипольдом III, маркграфом Северной марки